# Demokratische Kräfte Syriens

Gegenwärtig von den SDF kontrollierte Gebiete in Syrien in gelb.

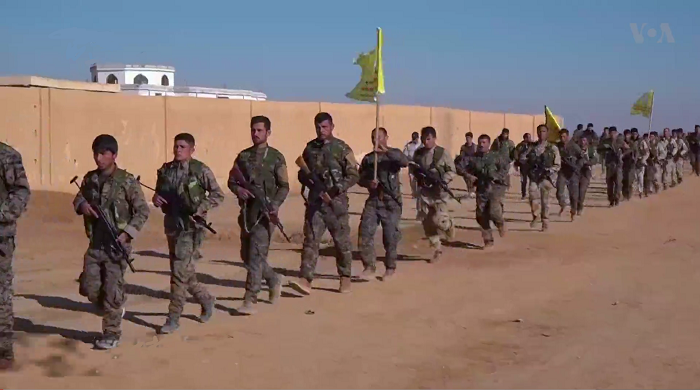
SDF-Kämpfer nördlich von Raqqa im Dezember 2016.

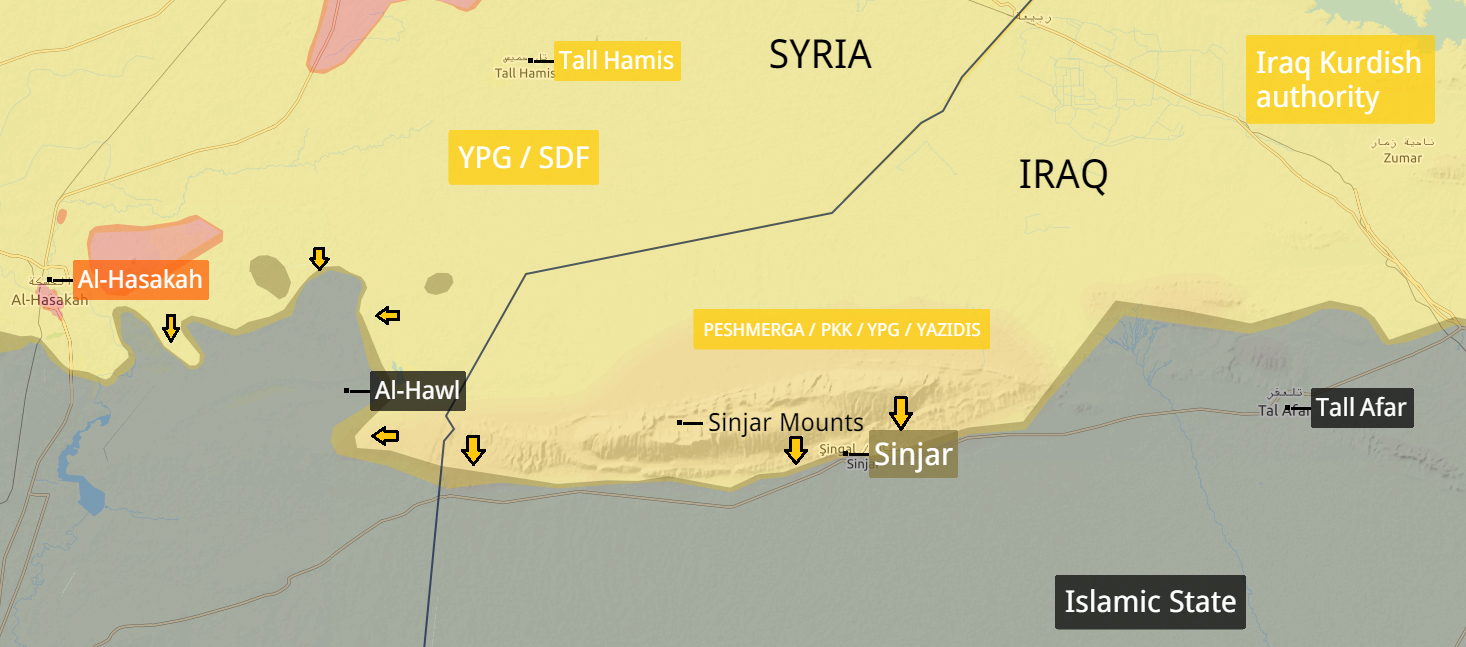
Der Frontverlauf im Bereich der syrisch-irakischen Grenze am 12. November 2015.

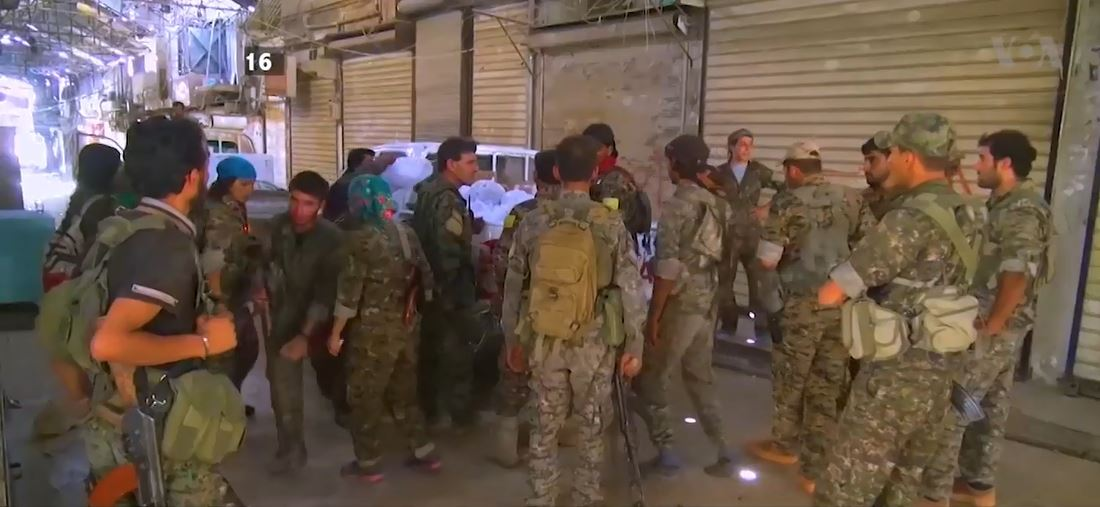
Kämpfer der Demokratischen Kräfte Syriens in Manbidsch im August 2016.

In mehreren Phasen konnte sich die SDF der IS-Hochburg Raqqa nähern und die Stadt im Oktober 2017 einnehmen.

Die Demokratischen Kräfte Syriens (DKS; arabisch قوات سوريا الديمقراطية, DMG Quwwāt Sūriyā ad-dīmuqrāṭīya; kurdisch هێزێن سووریەیا دەمۆکراتیک Hêzên Sûriya Demokratîk; reichsaramäisch ܚܝ̈ܠܘܬܐ ܕܣܘܪܝܐ ܕܝܡܩܪܛܝܬܐ; englisch Syrian Democratic Forces; SDF) sind ein am 10. Oktober 2015 gebildetes Militärbündnis im Bürgerkrieg in Syrien, das angeführt von den kurdischen Volksverteidigungseinheiten das in Nord- und Ostsyrien liegende Autonomiegebiet verteidigt.
Komplementär zu dem militärischen Dachbündnis der Demokratischen Kräfte Syriens wurde am 10. Dezember 2015 das politische Dachbündnis des Demokratischen Rates Syriens gegründet und gewählt. Beide sehen sich nach eigenen Angaben dem Ziel eines säkularen, demokratischen und föderal gegliederten Syrien verpflichtet.
Ein im September 2020 veröffentlichter Bericht des Hohen Kommissars der Vereinten Nationen für Menschenrechte (UNHCHR) wirft dem Militär der DKS (Demokratische Kräfte Syriens) unter anderem vor, Freiheitsberaubungen begangen zu haben, und sieht Hinweise auf Folter an festgenommenen syrischen Zivilisten.
Laut einem Abkommen mit der Übergangsregierung soll die SDF bis Ende 2025 in den syrischen Streitkräften aufgehen.

## Hintergrund und Zusammensetzung
Das Militärbündnis SDF besteht derzeit aus
- kurdischen Volksverteidigungseinheiten (YPG), Frauenverteidigungseinheiten (YPJ), Dschabhat al-Akrād
- der kurdisch-turkmenischen Einheit Katāʾib Schams asch-Schimāl
- der sunnitisch-arabischen Armee der Revolutionäre (Dschaisch ath-Thuwwar), der sunnitisch-arabischen Schammar-Stammesmiliz Quwat as-Sanadid und der sunnitischen Rebellenbrigade ar-Raqqa (Liwa Thuwar al-Raqqa), den Al-Dschasira-Brigaden und der Lîwai 99 Muşat sowie
- dem assyrisch-aramäischen Militärrat der Suryoye (MFS).

Die Schätzungen zur zahlenmäßigen Stärke der SDF variieren stark, eine mittlere Schätzung aus August 2015 für die in der SDF vereinten Milizen belief sich auf 55.000 Kämpfer. General Ferhat Abdi Şahin alias Mazlum Kobane sagte in einem Interview mit CBS im Juni 2018, dass 60.000 Kämpfer unter seinem Kommando stehen.
Wesentlicher militärischer Gegner der SDF ist die Organisation Islamischer Staat (IS).

## Unterstützung durch die Internationale Anti-ISIS-Koalition
Die SDF werden vom Zusammenschluss westlicher und sunnitisch-arabischer Staaten unterstützt, der unter Führung der USA seit 2014 Ziele in Syrien aus der Luft angreift (Combined Joint Task Force – Operation Inherent Resolve). Ziel sei es, die nordsyrische Stadt Rakka und Ramadi im benachbarten Irak in gemeinsamen Kommandoaktionen aus den Händen der dschihadistisch-salafistischen Organisation Islamischer Staat im Irak und der Levante (ISIS) zu befreien, so US-Verteidigungsminister Ashton Carter. Die SDF waren das Ergebnis einer neuen Syrienpolitik der USA; zuvor war ein Programm der US-Regierung zum Aufbau einer arabischen Streitmacht gegen die syrische Regierung unter Präsident Baschar al-Assad gescheitert und Russland hatte in den Krieg eingegriffen.
Wie US-Medien berichteten, sollten die SDF auch mit Waffen ausgerüstet werden und eine Truppe von mehr als 20.000 Kurden und bis zu 5000 Arabern sollte im Nordosten Syriens gefördert werden. Dabei wurde offen geschrieben, dass es in erster Linie um die YPG geht; die arabischen Beteiligten der SDF seien militärisch schwach, politisch unzuverlässig und dienten nur als Feigenblätter. Für die US-Administration sind die YPG ein wichtiger Partner, obwohl sie der PKK nahestehen, die in den USA als Terrororganisation gilt.
US-Präsident Barack Obama genehmigte am 30. Oktober 2015 die Entsendung einer „kleinen Einheit von US-Spezialkräften“, höchstens 50 Soldaten, in den Norden Syriens. US-Verteidigungsminister Ashton Carter sagte bei einer Anhörung im Streitkräfteausschuss des Senats: „Die Änderungen, die wir vollziehen, kann man mit dem beschreiben, was ich die ‚drei Rs‘ nenne – Rakka, Ramadi und Raids.“ Im Jahre 2018 sollen laut CBS etwa 2000 US-Soldaten in verschiedenen Basen zur Unterstützung der SDF in Nordsyrien stationiert worden sein.
Die ideologisch islamistisch ausgerichteten syrischen Oppositionsgruppen in der Nationalkoalition syrischer Revolutions- und Oppositionskräfte opponieren, unterstützt von der Türkei, gegen die internationale Unterstützung der säkularen SDF.

## Militärische Offensiven
Zwischen dem 30. Oktober und dem 13. November 2015 eroberten die SDF im Osten des Gouvernements al-Hasaka über 1300 km² vom IS zurück. Der Schwerpunkt lag auf der Befreiung der Städte al-Haul und al-Chatuniya, wodurch auch wichtige Nachschubwege des IS gekappt wurden. Zeitgleich mit dieser Eroberung wurde im Irak die Stadt Sindschar durch kurdische Einheiten befreit.
Am 19. Februar 2016 wurde die Stadt asch-Schaddadi durch die SDF eingenommen und so der IS aus der letzten großen Stadt des Gouvernements al-Hasaka verdrängt.
Am 24. Mai starteten die SDF die Offensive zur „Befreiung von Nord-Raqqa“. Dabei wurden sie durch Spezialkräfte der US-Armee unterstützt. Am 1. Juni starteten die SDF zusätzlich eine groß angelegte Offensive in Richtung der Stadt Manbidsch westlich des Euphrats. Manbidsch wurde nach etwa zweimonatigen Kämpfen am 13. August erobert.
Türkische Truppen und mit ihnen verbündete Rebellen griffen am 24. August 2016 von Karkamış aus Dscharabulus an, um zu verhindern, dass SDF-Kämpfer den Ort einnehmen. Gleichzeitig erreichten türkische Diplomaten, dass die USA dem SDF die Unterstützung entziehen, sollten SDF-Kämpfer weiter vorrücken oder sich weigern, sich auf die östliche Seite des Euphrat zurückzuziehen und das zuvor eroberte Manbidsch den Türken zu überlassen.
Seit dem 6. November 2016 begann die SDF eine großangelegte Offensive, um Raqqa einzukreisen und zu belagern. In mehreren Phasen konnte die SDF bis Mai 2017 mehrere hundert Dörfer einnehmen und sich entlang des Assadsees der Stadt Raqqa nähern. Mitte März 2017 setzten einige SDF-Truppen westlich von ath-Thaura über den Euphrat und griffen den IS in ath-Thaura an. Am 10. Mai 2017 erklärte der SDF die vollständige Kontrolle über die Stadt ath-Thaura und die wichtige Tabqa-Talsperre. Raqqa, das nördlich des Euphrats liegt, war nun von drei Seiten eingeschlossen. Alle Brücken über den Fluss sind ebenfalls zerstört worden. Anfang Juni 2017 verkündete die SDF den Start des Angriffs auf die Stadt selbst. Am 17. Oktober 2017 verkündete SDF Sprecher Talo Silo, dass die Schlacht um ar-Raqqa beendet und die Kampfhandlungen eingestellt seien. Der SDF würde noch Sprengfallen räumen und nach Schläferzellen suchen.
Am 25. August 2017 erklärte die SDF, dass sie innert Wochen eine Offensive in Richtung Deir ez Zor beginnen werden. Im September 2017 begann die Offensive.

## Türkischer Angriff und Abbruch des Kampfes gegen den IS
Nachdem türkische Truppen Ende Januar 2018 in der kurdisch-syrischen Provinz Afrin eingefallen waren, die zunächst ausschließlich von der YPG verteidigt wurde, sah sich die kurdische Führung gezwungen, immer mehr Kräfte aus dem SDF abzuziehen und sie nach Afrin oder in das ebenfalls bedrohte Manbidsch zu schicken, dessen Eroberung der türkische Präsident mehrfach angekündigt hatte. Der Abzug von kurdischen Kämpfern aus der Region bei Deir ez-Zor schwächte den Kampfwert der verbliebenen Truppen erheblich. Die wenigen verbliebenen kurdischen SDF-Kämpfer, die arabischen Teile des SDF und ihre amerikanischen Berater waren zu schwach, um weiter Offensivaktionen gegen die Reste des IS am Euphrat durchzuführen, und sie mussten sich auf die Verteidigung beschränken, während nur die US-Luftwaffe weiter offensiv blieb. Im Mai 2018 begann eine neue Offensive gegen den IS in Deir ez-Zor, bei welcher weite Teile im Osten Syriens eingenommen werden konnten. Im Oktober griffen die türkischen Streitkräfte im syrischen Staatsgebiet gelegene Ortschaften bei Kobane sowie auch die Ortschaft Tel Abyad an, worauf die SDF bekannt gab, dass sie die Offensive gegen den IS erneut aussetzen werden.

## Gefangene Kämpfer des IS
Die SDF hat im Verlaufe des Kampfes gegen den IS mehrere europäische IS-Kämpfer gefangen genommen. Es wird darüber verhandelt, welche und ob man diese Kämpfer in ihre Herkunftsstaaten zurückführen kann. Am 26. Juli 2018 übergab die YPJ zwei US-Bürger dem FBI. Dabei handelte es sich um eine Witwe eines IS-Scharfschützen mit ihren Kindern sowie um einen Mann, der in den USA wegen der materiellen Unterstützung des IS verurteilt wurde.